# American Elf
American Elf (em tradução livre, Duende Americano) é uma tira cómica diária, no formato de webcomic, da autoria do autor norte-americano de Banda Desenhada (quadrinhos) James Kochalka.